# Ukrajina (Stadion)
Das Stadion Ukrajina (ukrainisch Стадіон Україна) ist ein Fußballstadion der ukrainischen Stadt Lwiw (deutsch Lemberg). Es bietet Platz für 28.051 Zuschauer und dient dem Fußballverein Karpaty Lwiw als Heimspielstätte.

## Geschichte
Das Ukrajina-Stadion wurde im Jahre 1963 fertiggestellt und am 18. April des Jahres eröffnet. Zum ersten Spiel im neuen Stadion trafen sich der zukünftige Nutzer, Karpaty Lwiw, und VMFD Žalgiris Vilnius zu einem Freundschaftsspiel, welches der Gast aus Vilnius mit 1:0 für sich entscheiden konnte. Seit diesem Tag wird das Ukraijna-Stadion von Karpaty Lwiw für Heimspiele genutzt. Der größte Erfolg in der Vereinsgeschichte von Karpaty war der Gewinn des Pokalwettbewerbs der Sowjetunion 1969. Außerdem konnte sich der Verein in der Spielzeit 2010/11 überraschend für die Gruppenphase der Europa League qualifizieren, nachdem man in der Qualifikation Galatasaray Istanbul ausgeschaltet hatte. Dort traf Lwiw auf Borussia Dortmund, den FC Sevilla und Paris Saint-Germain. In der ukrainischen Meisterschaft spielt der Verein aktuell in der höchsten Liga, der Premjer-Liha.
Das Stadion Ukrajina bietet heute Platz für 28.051 Zuschauer. In der Sowjetzeit hatte es zeitweise sogar eine Kapazität von 40.000 Plätzen, da damals die Sicherheitsvorschriften nicht so streng waren wie heute. Eine Rekordkulisse wurde erreicht, als 1971 Dynamo Kiew nach Lemberg kam und 41.700 Zuschauer ins Ukrajina-Stadion strömten. Nach dem Zerfall der Sowjetunion Anfang der 1990er Jahre wurde das Stadion westeuropäischen Standards angepasst und die Kapazität auf die noch heute gültigen 28.051 Zuschauerplätze herabgesetzt. Außerdem wurde es zu dieser Zeit in Ukrajina-Stadion umbenannt, nachdem der Staat Ukraine kurz zuvor gegründet wurde. Bis dahin hieß die Sportstätte Druschba-Stadion (Дружба, Stadion der Freundschaft). Ende 2011 zog Karpaty Lwiw kurzzeitig in die für die Fußball-Europameisterschaft in der Ukraine und in Polen errichtete Arena Lwiw um, kehrte jedoch bald wieder ins Ukrajina zurück. Außerdem nutzt der FK Lwiw das Stadion gelegentlich neben der Lafort Arena als Heimspielstätte.

## Galerie

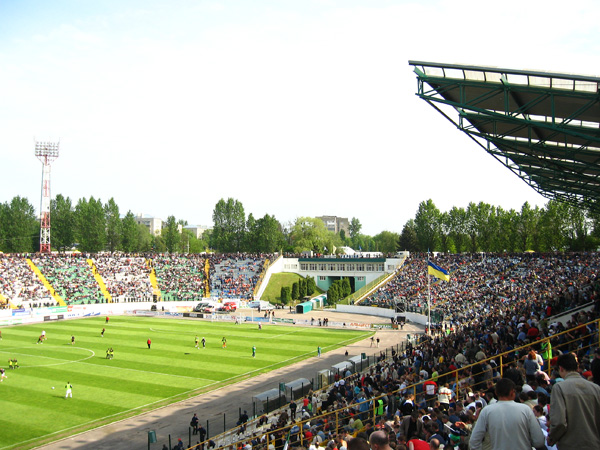
Blick in das Stadion
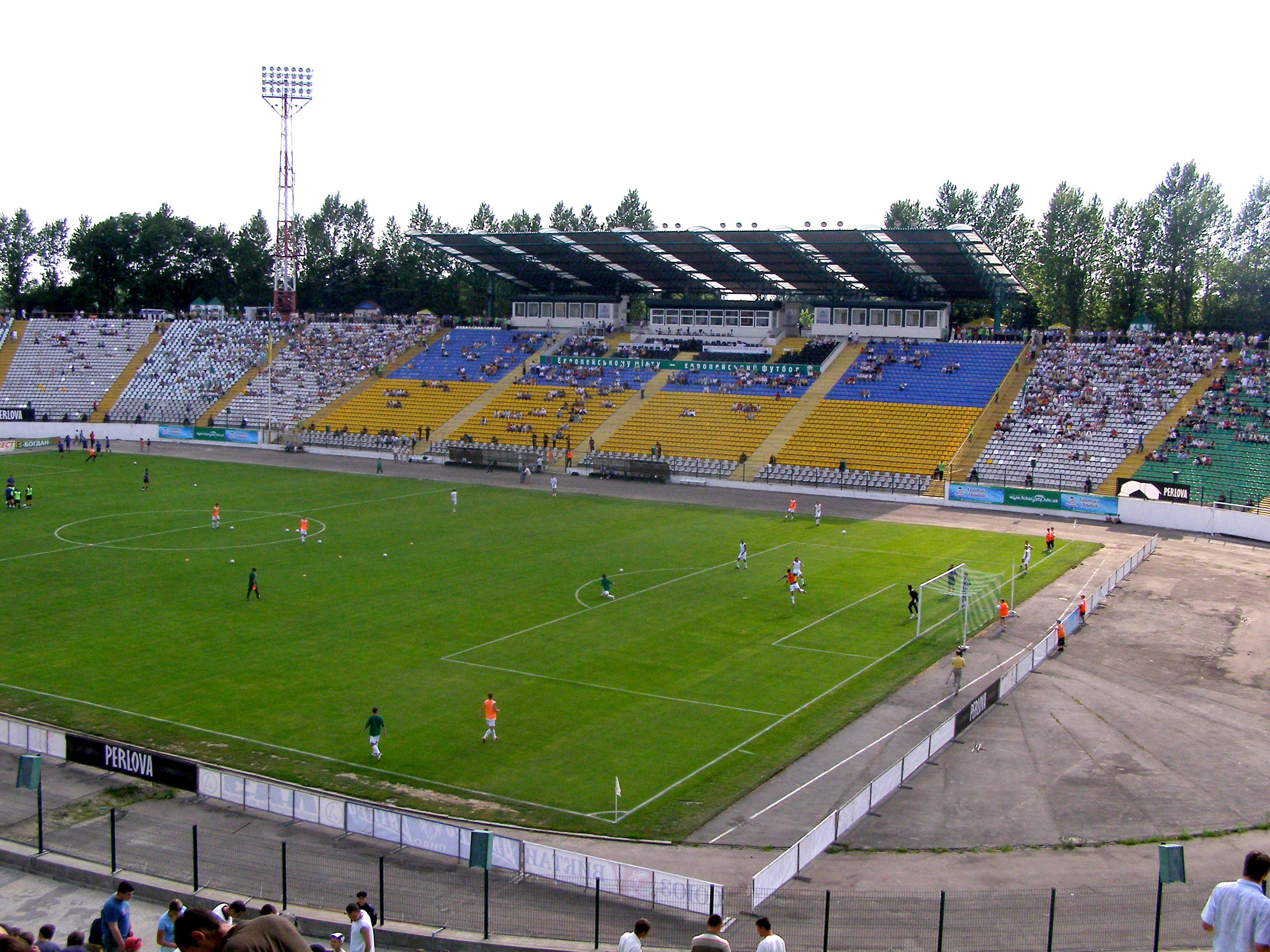
Das Stadion während eines Spiels